# Гленс-Фоллс-Норт (Нью-Йорк)
Гленс-Фоллс-Норт (англ. Glens Falls North) — переписна місцевість (CDP) в США, в окрузі Воррен штату Нью-Йорк. Населення — 9530 осіб (2020).

## Географія
Гленс-Фоллс-Норт розташований за координатами 43°19′57″ пн. ш. 73°40′47″ зх. д. / 43.33250° пн. ш. 73.67972° зх. д. (43.332545, -73.679729).  За даними Бюро перепису населення США в 2010 році переписна місцевість мала площу 21,55 км², з яких 21,32 км² — суходіл та 0,23 км² — водойми.

## Демографія
Згідно з переписом 2010 року, у переписній місцевості мешкали 8443 особи в 3803 домогосподарствах у складі 2288 родин. Густота населення становила 392 особи/км².  Було 4061 помешкання (188/км²).
Расовий склад населення:
| - 95,8 % — білих - 1,4 % — азіатів - 1,1 % — чорних або афроамериканців - 0,2 % — корінних американців - 0,1 % — вихідців з тихоокеанських островів |

До двох чи більше рас належало 1,1 %. Частка іспаномовних становила 1,9 % від усіх жителів.
За віковим діапазоном населення розподілялося таким чином: 21,2 % — особи молодші 18 років, 58,0 % — особи у віці 18—64 років, 20,8 % — особи у віці 65 років та старші. Медіана віку мешканця становила 45,7 року. На 100 осіб жіночої статі у переписній місцевості припадало 87,8 чоловіків;  на 100 жінок у віці від 18 років та старших — 82,4 чоловіків також старших 18 років.
Середній дохід на одне домашнє господарство  становив 77 482 долари США (медіана — 59 938), а середній дохід на одну сім'ю — 95 670 доларів (медіана — 76 250). Медіана доходів становила 58 984 долари для чоловіків та 40 347 доларів для жінок. За межею бідності перебувало 10,0 % осіб, у тому числі 11,6 % дітей у віці до 18 років та 13,6 % осіб у віці 65 років та старших.
Цивільне працевлаштоване населення становило 4058 осіб. Основні галузі зайнятості: освіта, охорона здоров'я та соціальна допомога — 33,2 %, мистецтво, розваги та відпочинок — 10,8 %, виробництво — 10,4 %.